# Oedipus
Oedipus (tiếng Hy Lạp cổ: Οἰδίπους; phiên âm tiếng Việt: Ơ-đíp hoặc Ê-đíp; nghĩa đen: "chân phồng") là một vị vua huyền thoại của Thebes, người anh hùng có số phận bi thảm trong thần thoại Hy Lạp. Một cách vô tình, Oedipus đã thực hiện lời tiên tri dành cho mình rằng, ông sẽ giết chết cha mình và kết hôn với mẹ mình, do đó sẽ mang lại tai họa cho đất nước và gia đình mình. Khi phát hiện ra những điều đã xảy ra, vợ ông treo cổ tự vẫn và ông tự khoét mắt của mình. Câu chuyện của Oedipus là chủ đề của những vở bi kịch của Sophocles, vở "Nhà vua Oedipus", tiếp theo là "Oedipus tại Colonus" và sau đó là "Antigone". Oedipus đại diện cho hai chủ đề thường gặp trong kịch và thần thoại Hy Lạp, đó là bản chất sai lầm của nhân loại và số phận của một cá nhân trong dòng chảy số phận nghiệt ngã của vũ trụ.

## Truyền thuyết

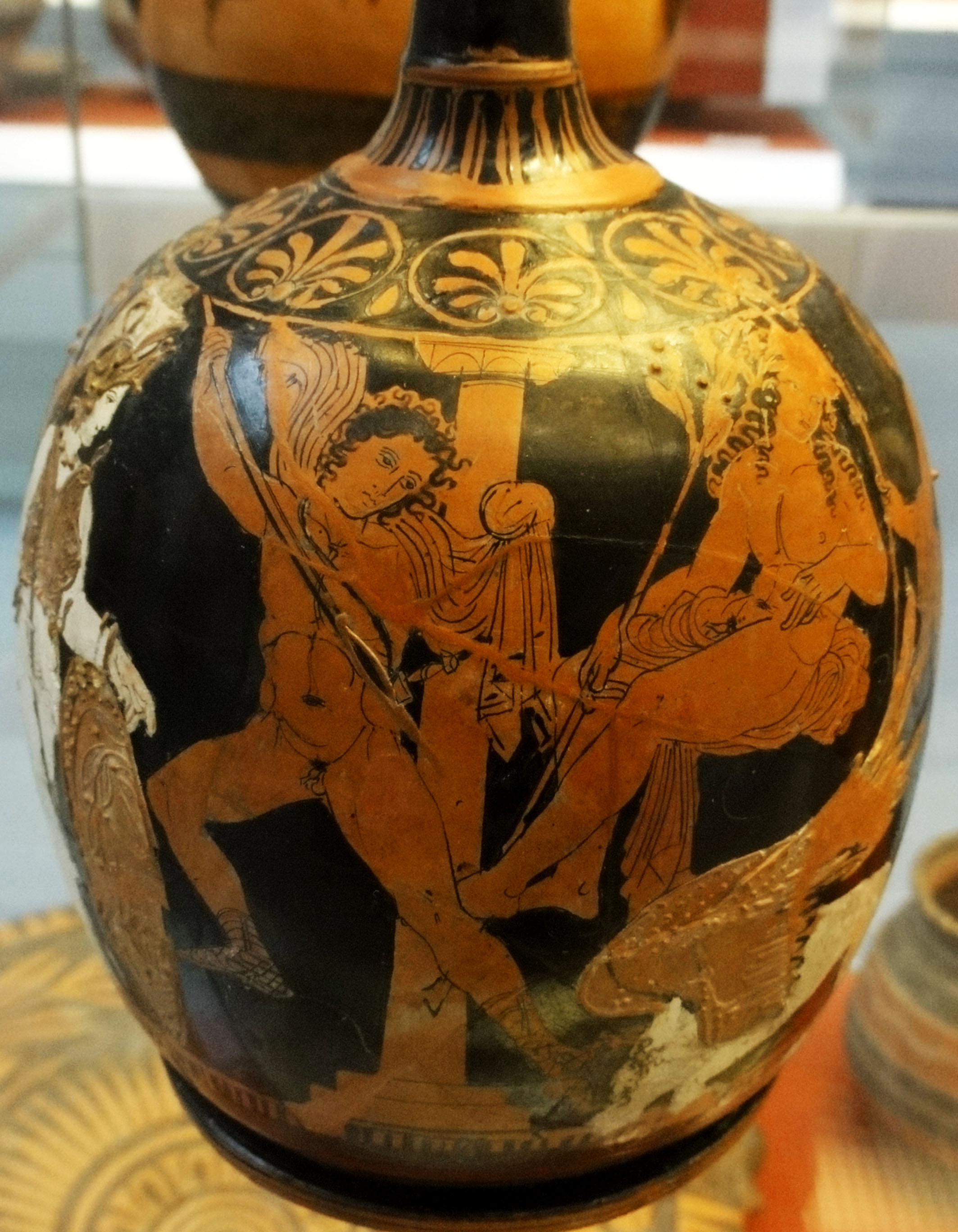
Oedipus và nhân sư

Trong thần thoại Hy Lạp, Oedipus là con trai của nhà vua Laius và hoàng hậu Jocasta thành Thebes (Hy Lạp). Từ trước khi chàng ra đời, có một lời sấm cho rằng chàng là người sẽ giết vua cha và cưới mẹ chàng. Vì vậy, Laius lo sợ và ông đã bàn với hoàng hậu là phải giết Oedipus do sợ chàng sẽ giết cha, cưới mẹ. Cuối cùng, Oedipus lại được giấu đi, và được một người khác nuôi. Khi chàng lớn lên, lúc đó xứ Thebes gặp một tai họa lớn, có một con nhân sư quái ác thường ra một câu đố oái oăm, ai không trả lời được thì nó xé xác. Vua Laius nghe tin, ông đi tới trả lời câu hỏi của nó, ở đây Oedipus gặp Laius, họ tranh cãi về hướng đi rồi Oedipus giết Laius mà không biết đó là cha của mình, và Creon, anh hoàng hậu Jocasta lên ngôi. Oedipus gặp nhân sư, nó hỏi: "Con gì sáng đi bằng 4 chân, trưa đi bằng 2 chân, tối đi bằng 3 chân." Oedipus liền nói: "Đó là con người". Con nhân sư biết mình đã thua, nó đổ xuống bức tường mà chết. Về hoàng hậu Jocasta nhờ mang chiếc vòng thanh xuân nên vẫn giữ lại được sự trẻ trung và nhan sắc của mình. Sau đó Oedipus đã gặp và cưới Jocasta mà không hay biết đó là mẹ chàng rồi lên ngôi vua Thebes. Lời nguyền về việc Oedipus giết cha, cưới mẹ hoàn tất mà chàng không hay biết.
Ngày kia, có một hầu cận già của vua Laius đã cho biết Oedipus là kẻ giết vua cha, ông đau khổ, khi đó hoàng hậu Jocasta tự tử. Oedipus lấy cái trâm trên đầu hoàng hậu mà chọc đui mù mắt ông và bỏ đi. Oedipus sống trong sự đau khổ đến khi ông chết.
Nhà phân tâm học Sigmund Freud đã mượn truyền thuyết này để đặt tên cho một đặc điểm tâm lý ở trẻ nhỏ từ ba đến năm tuổi mang tên mặc cảm Oedipus: đứa trẻ thể hiện sự quý mến người sinh thành ra mình, thuộc giới tính khác mình nhưng lại đố kỵ và căm ghét bậc phụ huynh cùng giới tính với mình.